# 수국
수국(水菊)은 동아시아 원산의 갈잎 떨기나무이다. 수국 꽃송이는 분단화 또는 수구화라고 불리기고 하고, 백거이와 관련되어 자양화나 팔선화라고 하기도 한다.

## 생태
한국·중국·일본 등지에 분포하며 높이는 1~2.0 미터이다. 한 포기에서 갈라져 자라며 어린 가지는 녹색으로 굵다. 잎은 마주나며 긴 타원형 또는 거꿀달걀꼴로 길이 8~15 센티미터이고, 끝이 뾰족하며 가장자리에 삼각형 모양의 예리한 톱니가 있다. 잎은 약간 두꺼운 편이며 매끄럽고 광택이 나서 겨울에도 그대로 있을 것 같지만 가을에 잎을 떨군다. 수국은 물을 좋아 하여, 수국의 수자가 물수자이다. 6~7월 무렵 가지 끝에서 둥근 모양인 대형의 취산꽃차례를 이루어 청보라색, 자색, 분홍색, 흰색, 빨간색의 꽃이 핀다. 꽃은 처음에 흰색으로 피기 시작하지만 점차 청색이 되고 다시 붉은 색을 더하여 나중에 보라색으로 변한다. 토양이 알칼리 성분이 강하면 분홍빛이 강하고, 산성이 강하면 남색이 되어 땅의 성질을 바꾸어 꽃의 색깔을 바꿀 수 있다. 수술과 암술은 퇴화하여 작고 열매는 생기지 않는다. 하지만 산수국과 탐라수국은 열매를 맺는다. 정원에 많이 심는 품종은 일본에서 들여온 나무수국이다.
꺾꽂이로 번식을 시키는데 옮겨심어도 잘 살고 빨리 자라므로 키우기 쉽지만, 습기가 많고 비옥한 땅을 조성해 주어야 한다. 추위를 타는 편이므로 한반도의 중부 지역에서는 정원보다 화분에 많이 심는다.

## 쓰임새
주로 관상용으로 쓰이며 꽃은 약으로 쓴다.
뿌리에 함유된 할로푸지논은 여러 가지 자가면역 질환의 진행을 억제하는 성분이다.

## 꽃말
냉정, 냉담, 무정, 변덕, 변심, 진심 (색상에 따라 꽃말이 다르다.)

## 사진

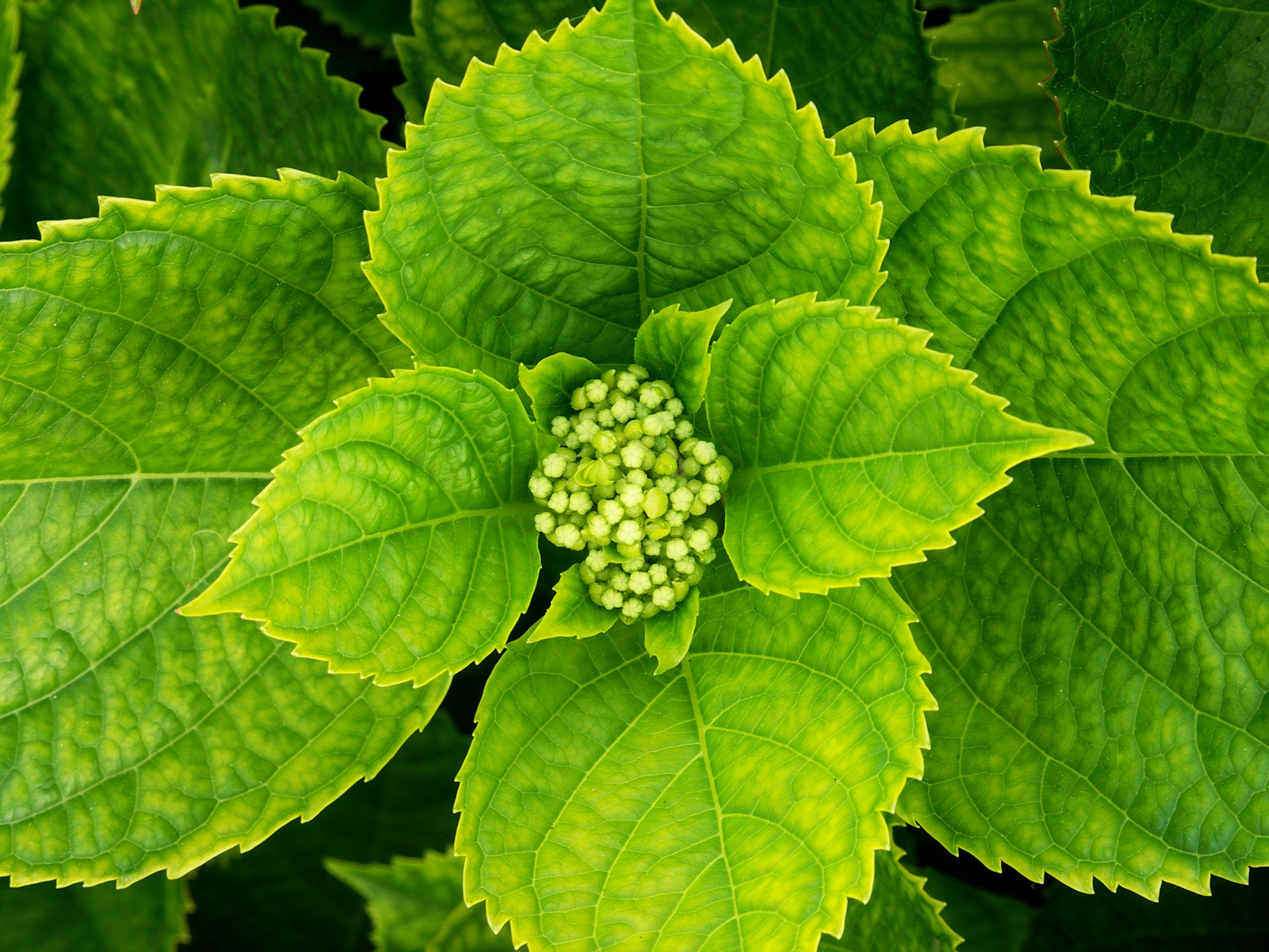
잎과 꽃봉오리 1
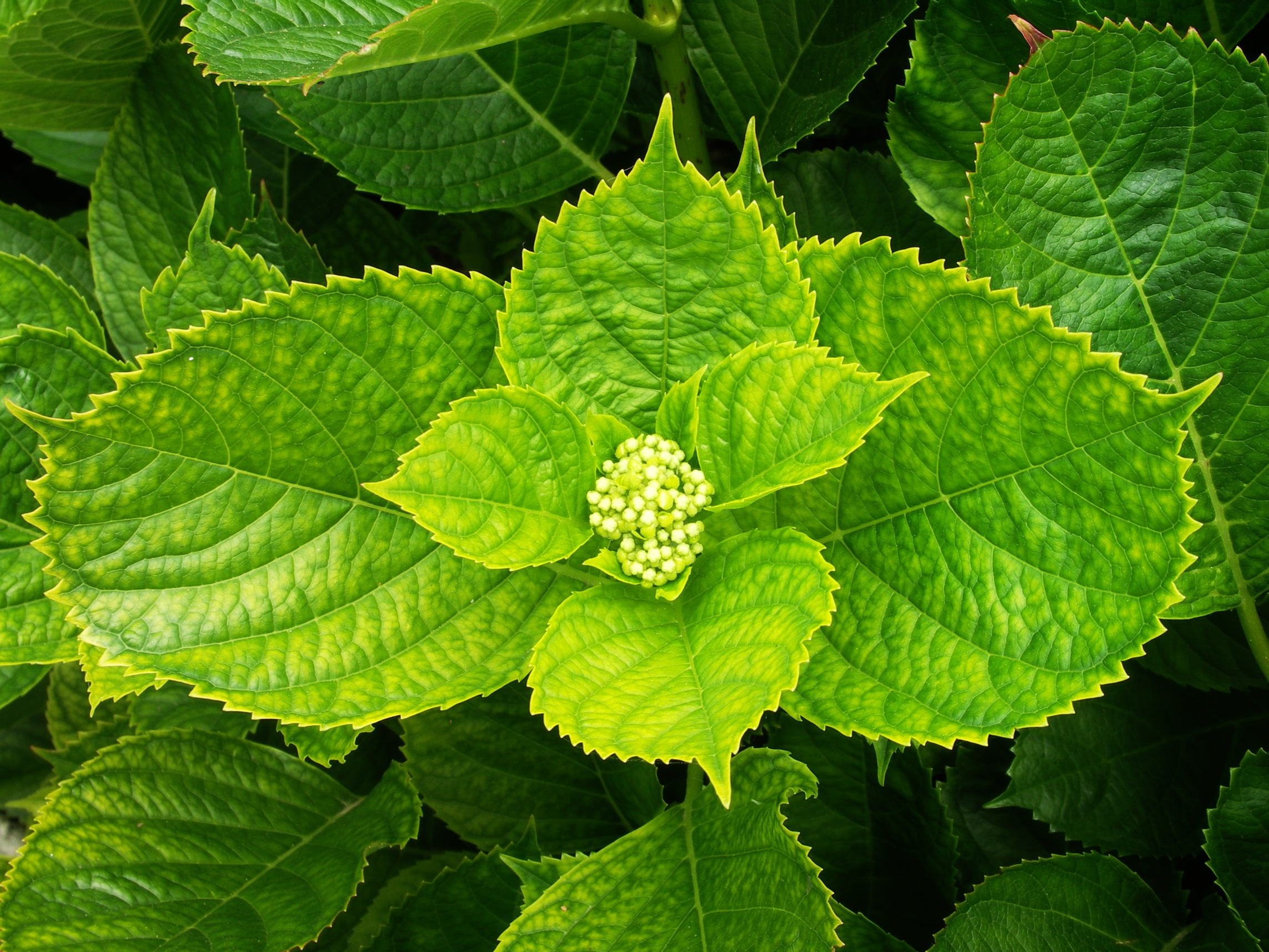
잎과 꽃봉오리 2
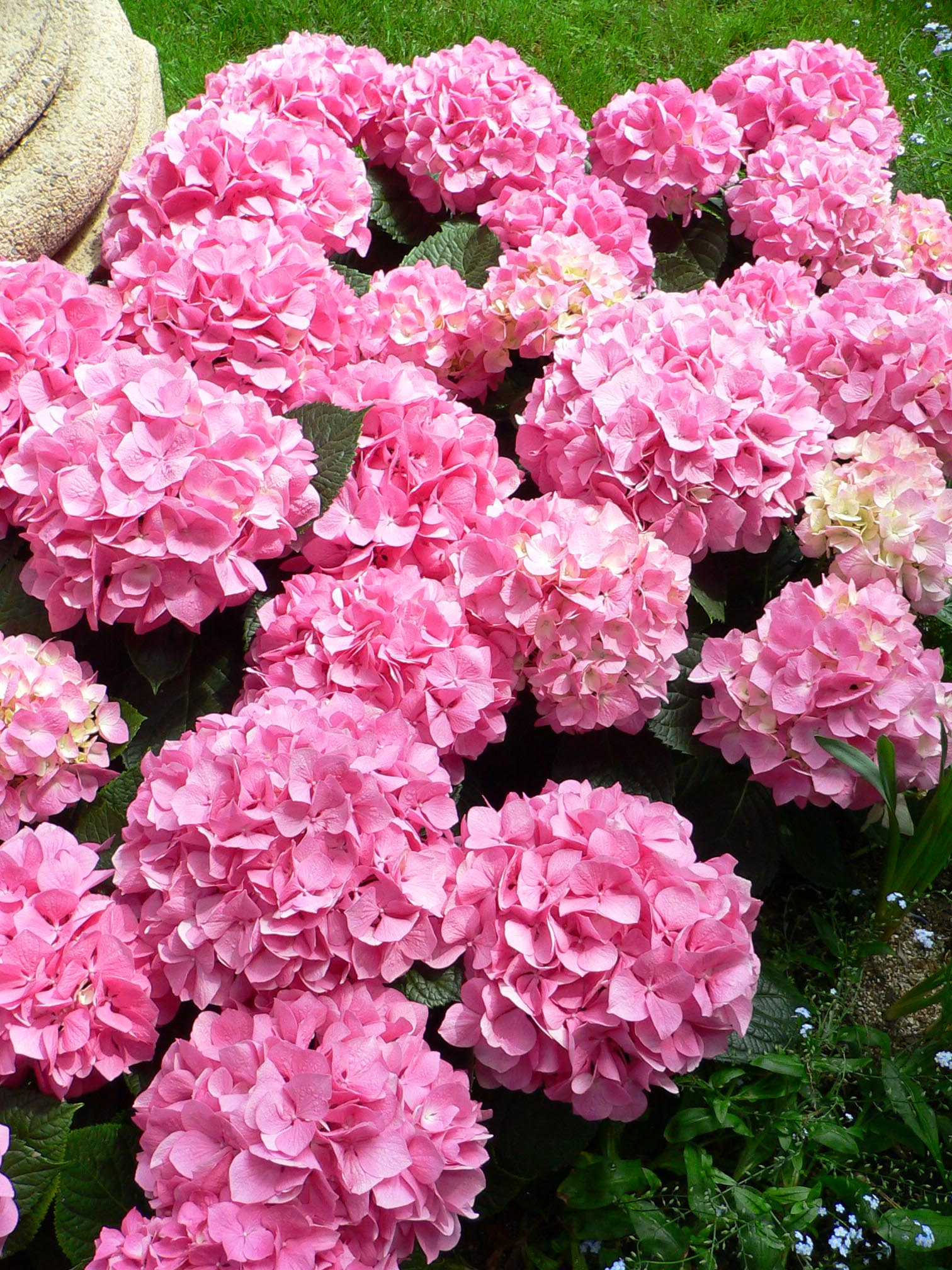
붉은색 꽃 1
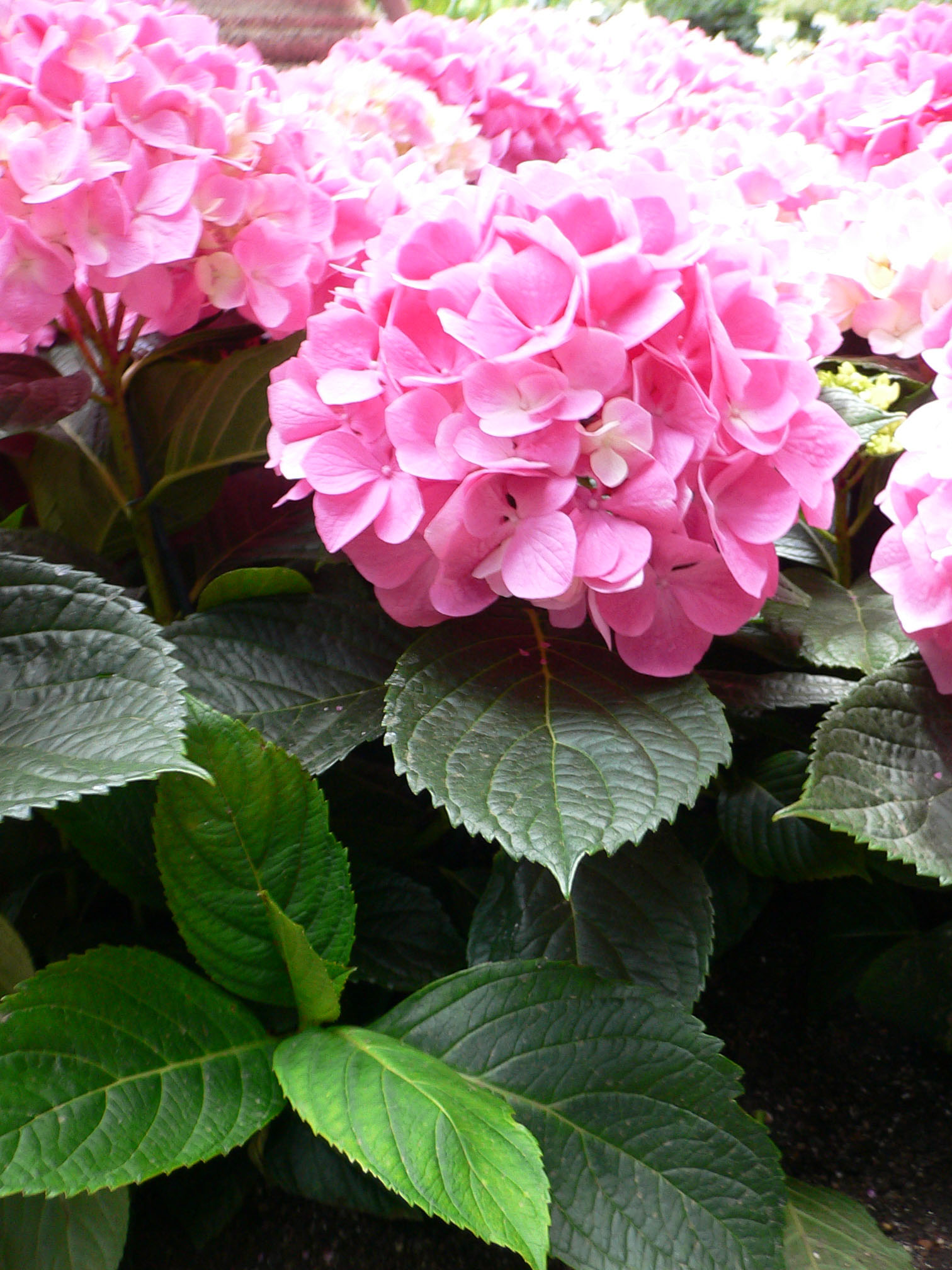
붉은색 꽃 2
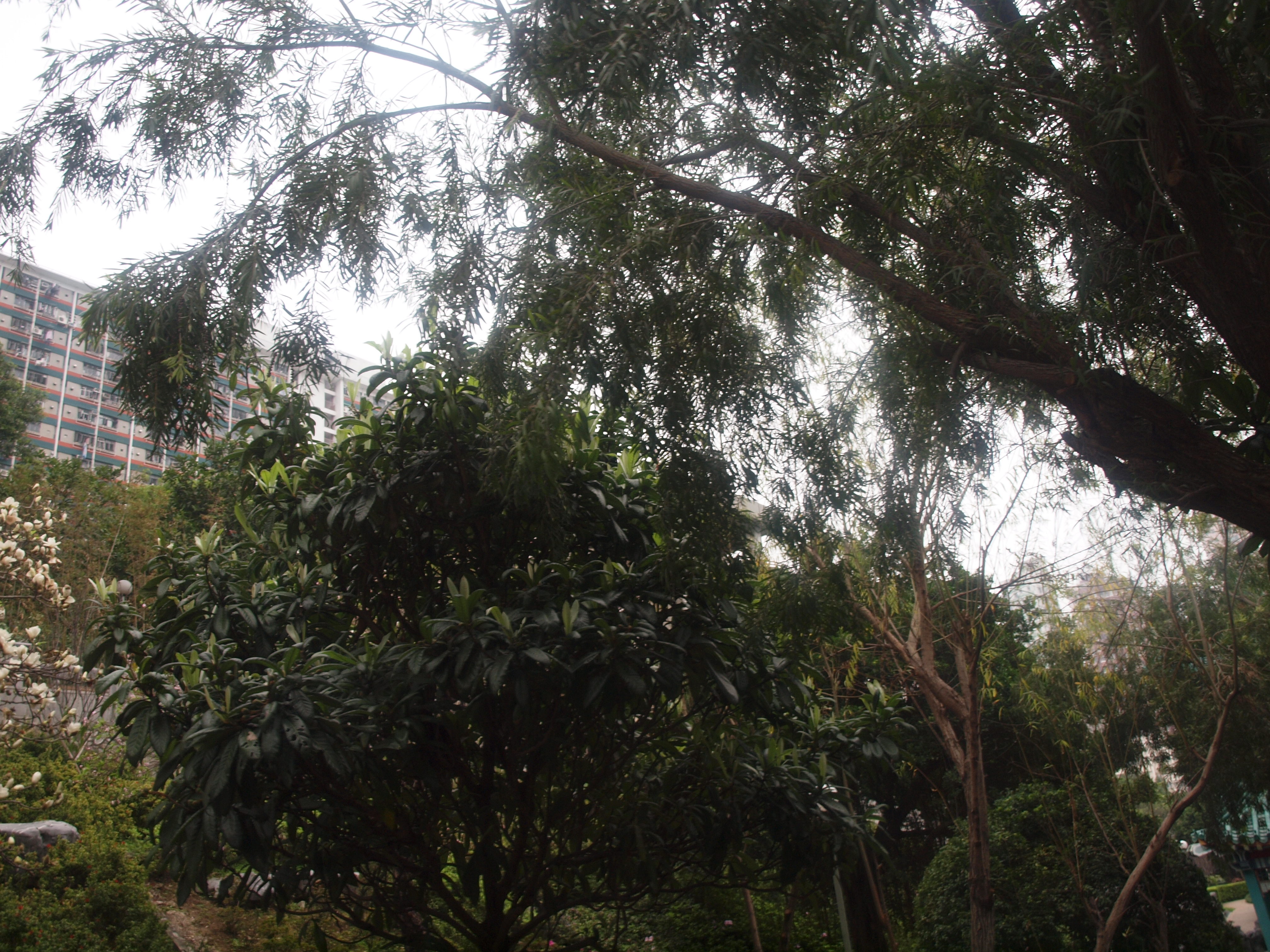
수국
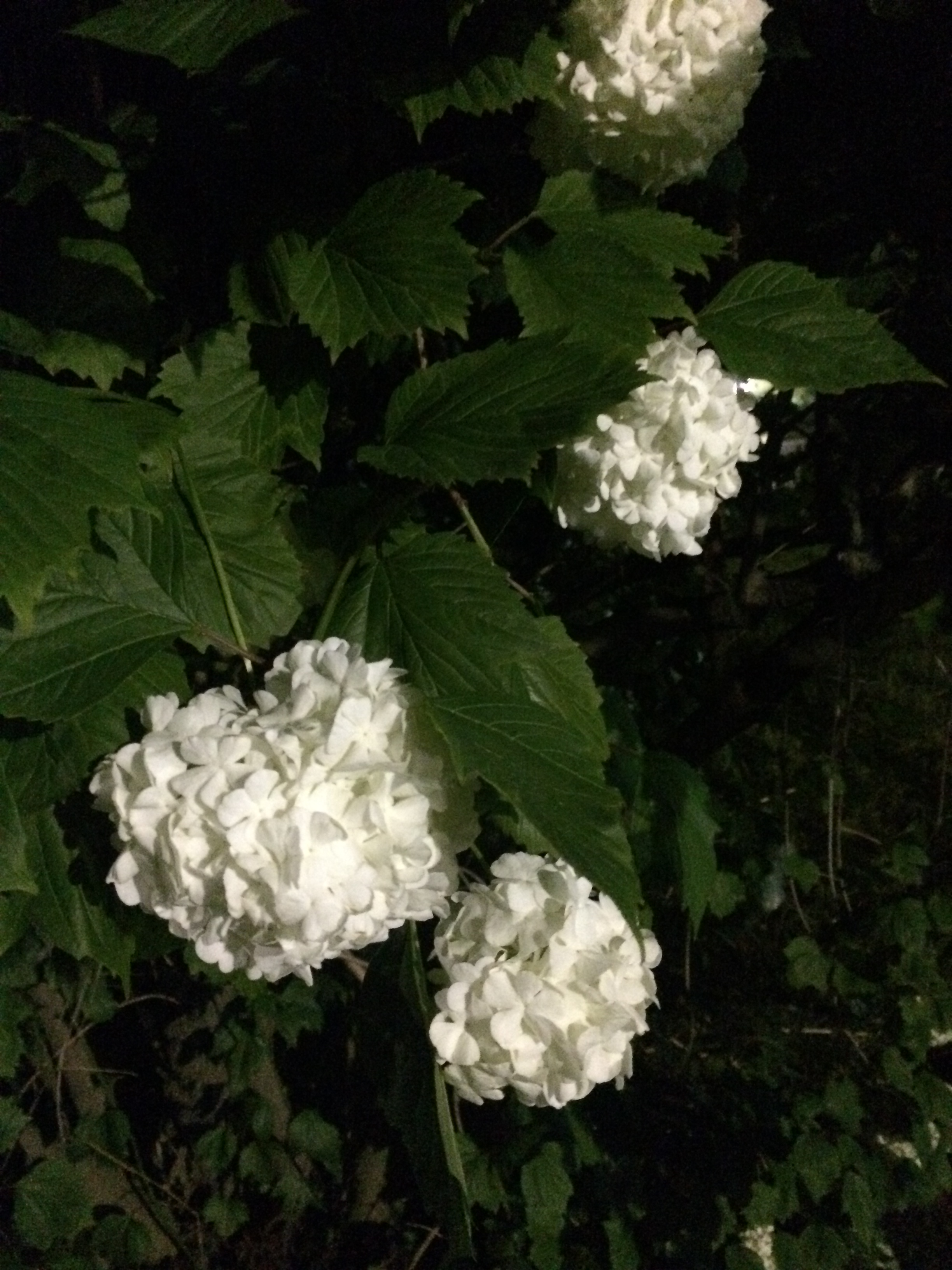
수국

## 참고 문헌
- 이 문서에는 다음커뮤니케이션(현 카카오)에서 GFDL 또는 CC-SA 라이선스로 배포한 글로벌 세계대백과사전의 내용을 기초로 작성된 글이 포함되어 있습니다.